# Ecuación de octavo grado

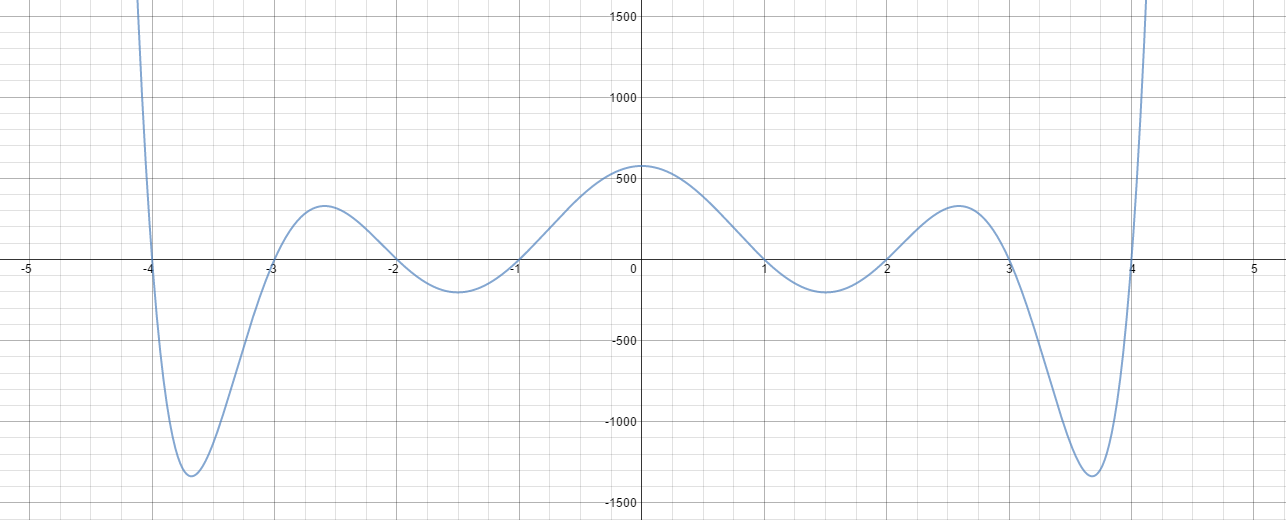
Gráfico de un polinomio de grado 8, con 7 puntos críticos.

En matemáticas, una ecuación de octavo grado es la ecuación de la forma
| Ecuación de octavo grado {\displaystyle ax^{8}+bx^{7}+cx^{6}+dx^{5}+ex^{4}+fx^{3}+gx^{2}+hx+k=0,\,\quad a\neq 0} |

Una función de octavo grado es una función de la forma
{\displaystyle y(x)=ax^{8}+bx^{7}+cx^{6}+dx^{5}+ex^{4}+fx^{3}+gx^{2}+hx+k,}
donde{\displaystyle \quad a\neq 0}.
Los coeficientes a, b, c, d, e, f, g, h, k pueden ser tanto números enteros, números racionales, números reales, números complejos o, más generalmente, los miembros de cualquier conjunto.
Dado que una función octica se define por un polinomio con un grado par, tiene el mismo límite infinito cuando el argumento pasa al infinito positivo o negativo. Si el coeficiente principal a es positivo, entonces la función aumenta a infinito positivo en ambos lados; Y así, la función tiene un mínimo global. Del mismo modo, si a es negativo, la función octica disminuye hasta el infinito negativo y tiene un máximo global. La derivada de una función octavo grado es una función de séptimo grado.

## Soluciones
Según el teorema de Abel-Ruffini, no existe una fórmula algebraica general para una solución de una ecuación octica en términos de funciones elementales de los coeficientes del polinomio. Sin embargo, algunas subclases de ócticas tienen si admiten tales fórmulas:
- Trivialmente, ecuaciones de octavo grado de la forma

{\displaystyle x^{8}=a}
con a positiva, tienen las soluciones:
{\displaystyle x_{k}=a^{1/8}\omega _{k}\,,\quad k=1,\dots ,8,}
donde {\displaystyle \omega _{k}} es la k-ésima octava raíz en 1 en el plano complejo.
- Ecuaciones de octavo grado de la forma

{\displaystyle ax^{8}+ex^{4}+k=0}
se pueden resolver mediante factorización o aplicación de la fórmula cuadrática en la variable x4.
- Ecuaciones de octavo grado de la forma

{\displaystyle ax^{8}+cx^{6}+ex^{4}+gx^{2}+k=0}
se pueden resolver aplicando de la fórmula cuadrática en la variable x2.

## Aplicaciones
En algunos casos, algunas de las cuadrisecciones (particiones en cuatro regiones de igual área) de un triángulo mediante líneas perpendiculares son soluciones de una ecuación de octavo grado.